# Гран-при Франции 1950 года
Гран-при Франции 1950 года — шестой этап чемпионата мира 1950 года, состоявшийся 2 июля 1950 года на трассе в Реймсе. Как и прочие европейские гонки сезона, гонка прошла при доминировании гонщиков «Альфа-Ромео» — они заняли весь первый ряд на старте и первые два места на финише. Фанхио победил, установив также быстрый круг и завоевав поул-позицию. Фаджоли стал вторым после того, как Фарина откатился назад из-за проблем с топливным насосом. Заводские гонщики Феррари, разочарованные слабыми результатами в тренировках, отказались от старта. В их отсутствие марку представлял только одинокий частник Уайтхед, который и занял оставшееся место на подиуме (отстав, правда, от «Альфетт» аж на три круга). Четвёртым стал единственный гонщик «Гордини» Манзон, для которого эти очки стали единственными в сезоне. Два очка за пятое места поделили между собой Этанселен и Шабу, отставшие ещё на два круга. Никто из гонщиков «Мазерати» до финиша не добрался, а среди «Тальбо» финишировали только два из семи автомобилей.

## Перед Гран-при
После Гран-при Бельгии прошло две недели, при этом в перерыве не проводилось никаких внезачётных соревнований, так что пелотон вновь расширился до нормальных масштабов. Фаворитами по-прежнему считались гонщики команды Alfa Romeo, приехавшие в неизменном составе. . Команда «Феррари» привезла для обоих своих гонщиков машины, снабжённые новым безнаддувным 3,3-литровым двигателем (при том что допускался объём вплоть до 4,5 литров). Результаты на практиках оказались неудовлетворительны и Коммендаторе решил вместо гран-при участвовать в гонке поддержки Формулы-2. В результате единственным гонщиком на «Феррари» оказался частник Уайтхед.
Команда «Тальбо» вместо Этанселена пригласила Соммера, прекрасно выступившего на предыдущем этапе, предоставив ему новейший автомобиль модификации «T26-GS». Этанселен же стартовал в частном порядке, но на заводском автомобиле более современной версии. В число участников вернулись заводская команда «Мазерати», и множество частных команд. При этом «Scuderia Ambrosiana» вновь была представлена двумя гонщиками, на этот раз это были Парнелл и Хэмпшир. Вернулась также и заводская «Гордини», на этот раз только одним автомобилем для Манзона. В составе «Scuderia Achille Varzi» в гонки вернулся Гонсалес, также присутствовали гонщики на частных «Тальбо». На этот раз в пелотоне полностью отсутствовали английские автомобили.
| Команда                       | Конструктор     | Шасси   | Двигатель           | Ш | №  | Пилот                 |
| ----------------------------- | --------------- | ------- | ------------------- | - | -- | --------------------- |
| SA Alfa Romeo                 | Alfa Romeo      | 158     | Alfa Romeo L8S      | P | 2  | Нино Фарина           |
| SA Alfa Romeo                 | Alfa Romeo      | 158     | Alfa Romeo L8S      | P | 4  | Луиджи Фаджоли        |
| SA Alfa Romeo                 | Alfa Romeo      | 158     | Alfa Romeo L8S      | P | 6  | Хуан Мануэль Фанхио   |
| Scuderia Ferrari              | Ferrari         | 125/275 | Ferrari V12         | P | 8  | Луиджи Виллорези      |
| Scuderia Ferrari              | Ferrari         | 125/275 | Ferrari V12         | P | 10 | Альберто Аскари       |
| Automobiles Talbot-Darracq SA | Talbot-Lago     | T26C-GS | Talbot L6           | D | 12 | Раймон Соммер         |
| Automobiles Talbot-Darracq SA | Talbot-Lago     | T26C-DA | Talbot L6           | D | 18 | Ив Жиро-Кабанту       |
| Automobiles Talbot-Darracq SA | Talbot-Lago     | T26C-DA | Talbot L6           | D | 20 | Луи Розье             |
| Частные заявки                | Ferrari         | 125     | Ferrari V12S        | D | 14 | Питер Уайтхед         |
| Частные заявки                | Talbot-Lago     | T26C-DA | Talbot L6           | D | 16 | Филипп Этанселен      |
| Частные заявки                | Talbot-Lago     | T26C    | Talbot L6           | D | 22 | Пьер Левег            |
| Частные заявки                | Talbot-Lago     | T26C    | Talbot L6           | D | 26 | Шарль Поцци           |
| Ecurie Lutetia                | Talbot-Lago     | T26C    | Talbot L6           | D | 24 | Эжен Шабу             |
| Officine Alfieri Maserati     | Maserati        | 4CLT/48 | Maserati L4S        | P | 28 | Франко Роль           |
| Officine Alfieri Maserati     | Maserati        | 4CLT/48 | Maserati L4S        | P | 30 | Луи Широн             |
| Scuderia Ambrosiana           | Maserati        | 4CLT/48 | Maserati L4S        | D | 32 | Редж Парнелл          |
| Scuderia Ambrosiana           | Maserati        | 4CLT/48 | Maserati L4S        | D | 34 | Дэвид Хэмпшир         |
| Scuderia Achille Varzi        | Maserati        | 4CLT/48 | Maserati L4S        | P | 36 | Хосе-Фройлан Гонзалес |
| Scuderia Achille Varzi        | Maserati        | 4CLT/48 | Maserati L4S        | P | 38 | Франко Комотти        |
| Scuderia Milano               | Maserati Milano | 4CLT/50 | Maserati Milano L4S | P | 40 | Феличе Бонетто        |
| Ecurie Belge                  | Talbot-Lago     | T26C    | Talbot L6           | D | 42 | Джонни Клэз           |
| Equipe Gordini                | Simca-Gordini   | T15     | Gordini L4S         | Е | 44 | Робер Манзон          |

## Квалификация
На квалификации Фанхио завоевал поул, опередив ставшего вторым Фарину почти на две секунды. Тот, в свою очередь, оторвался от третьего места Фаджоли чуть более чем на две секунды. Остальные же гонщики уступили даже от Фаджоли более четырёх секунд. Таким образом, «Альфам» достался весь первый ряд на старте. Квалифицировавшиеся далее гонщики проиграли ещё больше: Этанселен на четвёртом месте проиграл лидеру 8 секунд, Жиро-Кабанту — целых 12. Оставшаяся группа гонщиков квалифицировалась достаточно плотно, но в трёх секундах позади Жиро-Кабанту и в 15-ти от лидера. Соммер не оправдал доверия, оказанному руководством компании «Тальбо», сумев завоевать только 17-е место — наихудшее среди гонщиков на «Тальбо».
| Место | №  | Пилот                 | Конструктор     | Время  | Отрыв |
| ----- | -- | --------------------- | --------------- | ------ | ----- |
| 1     | 6  | Хуан Мануэль Фанхио   | Alfa Romeo      | 2:30,6 | —     |
| 2     | 2  | Нино Фарина           | Alfa Romeo      | 2:32,5 | +01,9 |
| 3     | 4  | Луиджи Фаджоли        | Alfa Romeo      | 2:34,7 | +04,1 |
| 4     | 16 | Филипп Этанселен      | Talbot-Lago     | 2:39,0 | +08,4 |
| 5     | 18 | Ив Жиро-Кабанту       | Talbot-Lago     | 2:42,7 | +12,1 |
| 6     | 20 | Луи Розье             | Talbot-Lago     | 2:46,0 | +15,4 |
| 7     | 28 | Франко Роль           | Maserati        | 2:46,7 | +16,1 |
| 8     | 36 | Хосе-Фройлан Гонзалес | Maserati        | 2:48,0 | +17,4 |
| 9     | 22 | Пьер Левег            | Talbot-Lago     | 2:49,0 | +18,4 |
| 10    | 24 | Эжен Шабу             | Talbot-Lago     | —      | —     |
| 11    | 40 | Феличе Бонетто        | Maserati Milano | —      | —     |
| 12    | 32 | Редж Парнелл          | Maserati        | —      | —     |
| 13    | 44 | Робер Манзон          | Simca-Gordini   | —      | —     |
| 14    | 26 | Луи Широн             | Maserati        | —      | —     |
| 15    | 42 | Джонни Клэз           | Talbot-Lago     | —      | —     |
| 16    | 26 | Шарль Поцци           | Talbot-Lago     | —      | —     |
| 17    | 12 | Раймон Соммер         | Talbot-Lago     | —      | —     |
| 18    | 34 | Дэвид Хэмпшир         | Maserati        | —      | —     |
| 19    | 14 | Питер Уайтхед         | Ferrari         | —      | —     |

## Гонка
Гонка, как и ожидалось, проходила при полном доминировании гонщиков Alfa Romeo. Фарина со старта захватил лидерство, но затем столкнулся с проблемами с топливным насосом и скатился в конец пелотона. Впоследствии ему удалось снова прорвался на третье место, но незадолго до финиша сошёл. В его отсутствие Фанхио без труда победил, опередив товарища по команде Фаджоли на 25 секунд. Третьим, несмотря на проблемы с двигателем на последних кругах, финишировал Уайтхед. От лидера он отстал на три круга. Занявший четвёртое место Манзон проиграл ему более минуты. Пятое же место и два очка достались Этанселену и Шабу (по одному очку каждому), по очереди управлявшим своим автомобилем. Лидеру они проиграли целых пять кругов. До финиша добралось всего восемь автомобилей из восемнадцати стартовавших, в основном из-за ненадёжности «Тальбо-Лаго» и «Мазерати» — из первых сошла половина, вторые сошли вообще все.
| Место | С  | №  | Гонщик                | Конструктор     | Ш | Круги | Время/причина схода                            | О   |
| ----- | -- | -- | --------------------- | --------------- | - | ----- | ---------------------------------------------- | --- |
| 1     | 1  | 6  | Хуан Мануэль Фанхио   | Alfa Romeo      | P | 64    | 2:57:52,8                                      | 8+1 |
| 2     | 3  | 4  | Луиджи Фаджоли        | Alfa Romeo      | P | 64    | +0:25,7                                        | 6   |
| 3     | 18 | 14 | Питер Уайтхед         | Ferrari         | D | 61    | +3 круга                                       | 4   |
| 4     | 12 | 44 | Робер Манзон          | Simca-Gordini   | Е | 61    | +3 круга                                       | 3   |
| 5     | 4  | 16 | Филипп Этанселен      | Talbot-Lago     | D | 33    | +5 кругов                                      | 1   |
| 5     | 4  | 16 | Эжен Шабу             | Talbot-Lago     | D | 26    | +5 кругов                                      | 1   |
| 6     | 15 | 26 | Шарль Поцци           | Talbot-Lago     | D | 14    | +8 кругов                                      |     |
| 6     | 15 | 26 | Луи Розье             | Talbot-Lago     | D | 42    | +8 кругов                                      |     |
| 7     | 2  | 2  | Нино Фарина           | Alfa Romeo      | P | 55    | Бензонасос                                     |     |
| 8     | 5  | 18 | Ив Жиро-Кабанту       | Talbot-Lago     | D | 52    | +12 кругов                                     |     |
| Сход  | 9  | 22 | Пьер Левег            | Talbot-Lago     | D | 36    | Двигатель                                      |     |
| Сход  | 10 | 40 | Феличе Бонетто        | Maserati Milano | P | 14    | Двигатель                                      |     |
| Сход  | 14 | 42 | Джонни Клэз           | Talbot-Lago     | D | 11    | Перегрев                                       |     |
| Сход  | 6  | 42 | Луи Розье             | Talbot-Lago     | D | 10    | Перегрев                                       |     |
| Сход  | 11 | 32 | Редж Парнелл          | Maserati        | D | 9     | Двигатель                                      |     |
| Сход  | 7  | 28 | Франко Роль           | Maserati        | P | 6     | Двигатель                                      |     |
| Сход  | 13 | 30 | Луи Широн             | Maserati        | P | 6     | Двигатель                                      |     |
| Сход  | 17 | 34 | Дэвид Хэмпшир         | Maserati        | D | 5     | Двигатель                                      |     |
| Сход  | 16 | 12 | Раймон Соммер         | Talbot-Lago     | D | 4     | Перегрев                                       |     |
| Сход  | 8  | 36 | Хосе-Фройлан Гонзалес | Maserati        | P | 3     | Двигатель                                      |     |
| НС    | 10 | 22 | Эжен Шабу             | Talbot-Lago     | D |       | Не стартовал, заменял Этанселена в гонке       |     |
| НС    |    | 34 | Дэвид Марри           | Maserati        | D |       | Автомобиль использовал Хэмпшир                 |     |
| Отк   |    | 8  | Луиджи Виллорези      | Ferrari         | P |       | Отказ, выступление в гонке поддержки Формулы-2 |     |
| Отк   |    | 10 | Альберто Аскари       | Ferrari         | P |       | Отказ, выступление в гонке поддержки Формулы-2 |     |
| НПР   |    | 38 | Франко Комотти        | Maserati        | P |       | Не прибыл к началу соревнований                |     |

| № | Пилот               | Автомобиль | Круги | Всего |
| - | ------------------- | ---------- | ----- | ----- |
| 6 | Хуан Мануэль Фанхио | Alfa Romeo | 17-64 | 48    |
| 2 | Нино Фарина         | Alfa Romeo | 1-16  | 16    |

- Поул-позиция: Хуан Мануэль Фанхио — 2:30,6
- Быстрый круг: Хуан Мануэль Фанхио- 2:35,6 (52 круг, 180,80 км/ч)
Передача автомобилей
Автомобилем № 16 со старта до 26 круга управлял Филипп Этанселен, после чего он был передан в руки Эжена Шабу, который не стал стартовать на собственном автомобиле. Финишировал автомобиль на пятом месте, гонщики разделили между собой 2 очка.
Автомобиль № 26 со старта до 14 круга вёл Шарль Поцци, после чего его взял Луи Розье, лишившийся собственного автомобиля из-за технических неполадок.

## Положение в чемпионате после Гран-при
Победив второй раз подряд, Фанхио вышел в единоличные лидеры чемпионата. В шести прошедших гонках он победил трижды, а за оставшиеся гонки не набрал ни одного очка — так что на последнем этапе в Италии любой из показанных им результатов пошёл бы в зачёт чемпионата, так как учитывались только четыре лучших результата каждого гонщика. Фаджоли, сохранил вторую позицию в чемпионате. В его активе было 24 очка, заработанных за четыре финиша на втором месте. Таким образом, лишь победа на последнем этапе позволила бы Фаджоли пополнить очковый багаж. Фарина, не получивший на этом этапе ни очка, опустился в общем зачёте на две строчки и остался третьим с 22 очками. За прошедшие этапы он также как и Фанхио, всего трижды финишировал в очках, так что на последнем этапе любой из показанных результатов пошёл бы в зачёт. Четвёртым в чемпионате остался Розье, несмотря на финиш вне очков.
| Место | Пилот               | Команда                  | Очки | Результативные гонки |
| ----- | ------------------- | ------------------------ | ---- | -------------------- |
| 1     | Хуан Мануэль Фанхио | Alfa Romeo               | 26   | 3                    |
| 2     | Луиджи Фаджоли      | Alfa Romeo               | 24   | 4                    |
| 3     | Нино Фарина         | Alfa Romeo               | 22   | 3                    |
| 4     | Луи Розье           | Talbot-Lago              | 10   | 3                    |
| 5     | Джонни Парсонс      | Kurtis Kraft-Offenhauser | 9    | 1                    |

- Примечание: Указаны только пять первых позиций. В зачёт чемпионата шли только 4 лучших результата каждого гонщика. Претенденты на титул выделены жирным шрифтом.